# Spirostreptus perlucens
Spirostreptus perlucens är en mångfotingart som beskrevs av Henri W. Brölemann 1902. Spirostreptus perlucens ingår i släktet Spirostreptus och familjen Spirostreptidae.

## Underarter
Arten delas in i följande underarter:
- S. p. brevior
- S. p. levior